# 田中辰雄 (経済学者)
田中 辰雄（たなか たつお、1957年 - ）は、日本の経済学者、横浜商科大学商学部教授、国際大学GLOCOM主幹研究員。専門は計量経済学、情報通信産業およびコンテンツ産業の経済分析。
進化経済学の分野ではよく知られるシドニー G.ウィンター、リチャード R.ネルソン『経済変動の進化理論』の翻訳を手がけたり、WinnyなどのP2Pソフトウェアが本当に経済的な打撃となっているかどうかといった調査を行っていることで知られている。
その他、情報通信産業においては「モジュール化の時代の終わりが到来するのではないか」というのが2005年ぐらいからの持論。
所属学会は、日本経済学会、情報通信学会、進化経済学会。

## 略歴
- 1988年 東京大学大学院経済学研究科単位取得退学
- 1991年-1995年 国際大学グローバル・コミュニケーションセンター（GLOCOM）研究員。
- 1995年-1998年 コロンビア大学客員研究員
- 1999年-2018年 慶應義塾大学経済学部准教授
- 2018年-2023年 慶應義塾大学経済学部教授
- 2023年- 横浜商科大学商学部教授

## 主な業績

### 著書
- 『モジュール化の終焉―統合への回帰』NTT出版 2009
- 『ブロードバンド市場の経済分析』慶應義塾大学出版会 2008（矢崎敬人・村上礼子との編著）
- 『ゲーム産業の経済分析―コンテンツ産業発展の構造と戦略』東洋経済新報社 2003（新宅純二郎・柳川範之との編著）
- 『著作権保護期間―延長は文化を振興するか?』勁草書房 2008（林紘一郎との編著）
- 『ネットは社会を分断しない』角川新書 2019（浜屋敏との共著）

### 論文
- Tatsuo Tanaka, 1997 "Murakami's Insights for Anticlassical Economics," in Kozo Yamamura eds. A Vision of a New Liberalism? : Critical Essays on *Murakami's Anticlassical Analysis ,pp.241-259, Stanford University Press,.
- 田中辰雄、2003、「携帯電話産業でのネットワーク外部性の実証」 三田学会雑誌
- 田中辰雄、2003、「モジュール化と長期技術サイクル」 赤門マネジメント・レビュー2(2):55-82 2003.2